# Удай (болото)
Удай (укр. Удай) — низинное (эвтрофное) болото в Прилукском районе (Черниговская область, Украина). Площадь (без южной части) — 18,1 км². Находится в Списке болотных массивов, что подлежат охране, согласно Постановлению Совета Министров УССР «О мерах по сохранению природных условий болотных массивов» от 26.03.1979 № 143.

## География
Болотный массив расположен в пойме верховья реки Удай: между сёлами Обычев и Крупичполе — выше по течению от впадения притока Удая Радковка — на территории бывших совхозов имени Фрунзе, имени Кирова, Украина, имени Ленина, имени Щорса, Заря коммунизму, Родина. Форма болота повторяет пойму реки Удай, длиной 45 км и шириной макс. 2,7 км (в верховье макс. 0,3 км). Площадь массива между сёлами Бакаевка и Крупичполе 1500 га, Броды (село Монастырище) — 100 га, Жевак (село Комаровка) — 210 га. Высота над уровнем моря 125-122,6 м, южная часть (южнее Монастырища) 125-117,2 м. В южной части есть возвышения. Глубина болота — 0,5 м. 
На болотном массиве 11 августа 1980 года был создан Дорогинский гидрологический заказник общегосударственного значения, с площадью 1880 га из которых охранные болота — 1 574,8. На болотном массиве в Удай впадают притоки: Радковка, Иченька, Бурымня. Южная часть (между сёлами Зайдайка и Обычев) болота подвержена антропогенному влиянию: создана сеть каналов и торфоразработки. У села Обычев есть месторождения торфа. 

## Природа
Доминируют болотная (тростниковая) растительность, по краям — луговая. Доминируют осоковые и тростниковые сообщества. В южной части присутствуют насаждения деревьев (ива). Является местом обитания и гнездования птиц характерных для водно-болотных угодий. 